# 6 Horas de São Paulo
As 6 Horas de São Paulo são uma corrida realizada no Autódromo de Interlagos. A corrida foi criada em 2012 para o Campeonato Mundial de Endurance da FIA, que integrou até 2014, ano em que entrou em obras de renovação. Em 20 de setembro de 2018, a FIA anunciou o regresso da prova ao calendário da temporada 2020. No entanto, o evento previsto para se realizar em 1 de fevereiro de 2020, em Interlagos, foi cancelado por problemas com a empresa promotora. Em 9 de junho de 2023 a FIA anunciou novamente o retorno da prova ao calendário, desta vez para 14 de julho de 2024.

## Resultados
| Ano  | Pilotos vencedores                            | Equipe                   | Carro                   |
| ---- | --------------------------------------------- | ------------------------ | ----------------------- |
| 2012 | Alexander Wurz Nicolas Lapierre               | Toyota Racing            | Toyota TS030 Hybrid     |
| 2013 | André Lotterer Marcel Fässler Benoît Tréluyer | Audi Sport Team Joest    | Audi R18 e-tron quattro |
| 2014 | Marc Lieb Neel Jani Romain Dumas              | Porsche Team             | Porsche 919 Hybrid      |
| 2024 | Brendon Hartley Ryō Hirakawa Sébastien Buemi  | Toyota Gazoo Racing      | Toyota GR010 Hybrid     |
| 2025 | Alex Lynn Norman Nato Will Stevens            | Cadillac Hertz Team Jota | Cadillac V-Series.R     |